# Józef Chang Sŏng-jib
Św. Józef Chang Sŏng-jib (ko. 장성집 요셉) (ur. 1786 r. w Seulu, Korea – zm. 26 maja 1839 r. tamże) – męczennik, święty Kościoła katolickiego.
Józef Chang Sŏng-jib urodził się w Seulu w rodzinie niechrześcijańskiej. Pracował w sklepie zielarskim. Był dwukrotnie żonaty, ale szybko stracił swoje żony. W wieku 30 lat zaczął uczyć się katechizmu. Został ochrzczony w kwietniu 1838 r. Aresztowano go z powodu wiary 18 maja 1839 r. Wielu jego sąsiadów i przyjaciół próbowało przekonać go, żeby wyrzekł się wiary. On nie uległ ich namowom, a ponadto nauczał ich katechizmu. W celu zmuszenia go do odstępstwa bito go w więzieniu. Zmarł 26 maja 1839 r. w więzieniu w Seulu.
Dzień jego wspomnienia przypada 20 września (w grupie 103 męczenników koreańskich).
Beatyfikowany 5 lipca 1925 r. przez Piusa XI, kanonizowany 6 maja 1984 r. przez Jana Pawła II w grupie 103 męczenników koreańskich.